# Arturo Castro
Arturo Castro (Guatemala, 26 novembre 1985) è un attore guatemalteco.

## Biografia
Aveva partecipato come ospite nello show guatemalteco Conexion prima di trasferirsi a New York dove frequentò l'Accademia americana di arti drammatiche.
Nel 2017 interpretò Jaimé Castro nella serie televisiva Broad City andata in onda su Comedy Central e David Rodríguez nella serie Netflix Narcos.

## Filmografia

### Cinema
- Looking for Palladin, regia di Andrzej Krakowski (2008)
- The Only Eye, regia di Adrian Castagna (2008)
- Bones, regia di Frank Pestarino (2010)
- Indigo Children, regia di Eric Chaney (2012)
- Sun Belt Express, regia di Evan Buxbaum (2014)
- Mi America, regia di Robert Fontaine Jr. (2015)
- Railway Spine, regia di Samuel Gonzales Jr. (2016)
- Ace The Case - Piccola investigatrice a Manhattan (Ace The Case), regia di Kevin Kaufman (2016)
- Billy Lynn - Un giorno da eroe (Billy Lynn's Long Halftime Walk), regia di Ang Lee (2016)
- Fottute! (Snatched), regia di Jonathan Levine (2017)
- Deidra e Laney rapinano un treno (Deidra & Laney Rob a Train), regia di Sydney Freeland (2017)
- Bishwick, regia di Jonathan Milott e Cary Munrion (2017)
- Brand New Old Love, regia di Cat Rhinehart (2018)
- The Informer - Tre secondi per sopravvivere (The Informer), regia di Andrea Di Stefano (2019)
- Semper Fi - Fratelli in armi (Semper Fi), regia di Henry Alex Rubin (2019)
- Lilli e il vagabondo (Lady and the Trump), regia di Charlie Bean (2019)
- Battle Scars, regia di Samuel Gonzales Jr. (2020)
- La galleria dei cuori infranti (The Broken Hearts Gallery), regia di Natalie Krinsky (2020)
- Yes Day, regia di Miguel Arteta (2021)
- Dating and New York, regia di Jonah Feingold (2021)
- The Menu, regia di Mark Mylod (2022)
- Weird - La storia di Al Yankovic (Weird: The Al Yankovic Story), regia di Eric Appel (2022)
- Road House, regia di Doug Liman (2024)
- Tron: Ares, regia di Joachim Rønning (2025)

### Televisione
- Before I Self Destruct, regia di 50 Cent – film TV (2008)
- We Are New York - serie TV (2009-in corso)
- Broad City - serie TV, 25 episodi (2014-2019)
- Narcos - serie TV, 10 episodi (2015-2017)
- Ghost Story Club - serie TV, 8 episodi (2018)
- No Activity - serie TV, 7 episodi (2017)
- Room 104 - serie TV, episodio 3x03 (2019)
- Silicon Valley - serie TV, 3 episodi (2019)
- Flipped - serie TV, 6 episodi (2020)
- Mr. Corman - serie TV, 10 episodi (2021)
- The Terminal List - serie TV, 3 episodi (2022)

## Doppiatori italiani
Nelle versioni in italiano delle opere in cui ha recitato, Arturo Castro è stato doppiato da:
- Gianfranco Miranda in Fottute![1], Lilli e il vagabondo[2] (parti parlate)
- Luca Sandri in Billy Lynn - Un giorno da eroe[3]
- Paolo Carenzo in Semper Fi - Fratelli in armi
- Nicola Gargaglia in Lilli e il vagabondo[4] (parti cantate)
- Francesco De Francesco in The Terminal List
- Daniele Raffaeli in The Recruit
- Davide Perino in The Menu
- Edoardo Stoppacciaro in Road House
- Riccardo Suarez in Broad City
- Maurizio Montecchiesi in Helpsters
- Stefano Broccoletti in The Vince Staples Show